# تمييم
قياسا على التنوين، التمييم هو نطق حرف ميم في نهاية كلمة ما، في بعض اللغات السامية. علامة التمييم عند المجودين، وفي اللغة العربية عموما هي الميم الصغيرة الفائقة: ۢ.